# Iwan Ignatjewitsch Sawwidi

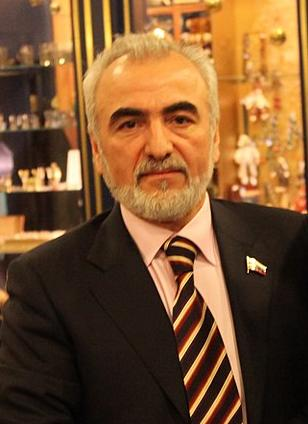
Ivan Savvidis, 2010

Iwan Ignatjewitsch Sawwidi (russisch Иван Игнатьевич Саввиди; * 27. März 1959 in Santa, Region Niederkartlien, Georgische SSR, Sowjetunion), auch Ivan Savvidis (griechisch Ιβάν Σαββίδης), ist ein russisch-griechischer Unternehmer und Eigentümer des Fußballvereins PAOK Thessaloniki.

## Leben
Ivan Savvidis wurde als Sohn pontischer Griechen in Santa (Georgien, Sowjetunion) geboren, hat jedoch nie die griechische Sprache erlernt. Er studierte in Rostow am Don und arbeitete anschließend in der Rostower Tabakfabrik, wo er verschiedene Positionen innehatte. 1993 wurde er deren Direktor, später erwarb er in einem Management-Buy-out die Mehrheit des Betriebs. Der Betrieb entwickelte sich in den Folgejahren unter dem Namen „Donskoy Tabak“ zum führenden Tabakkonzern Russlands. Im Jahr 2013 stufte das Forbes Magazine Savvidis auf Platz 30 der reichsten Russen ein. Im März 2013 erlangte er zusätzlich zur russischen auch die griechische Staatsbürgerschaft. Gemeinsam mit seiner Ehefrau Kyriaki Savvidis hat er zwei Söhne.
Savvidis war von 2003 bis 2011 Abgeordneter in der russischen Duma für die Partei Einiges Russland der Oblast Rostow. Er ist Mitglied der parlamentarischen Kontaktgruppe Russland-Griechenland. Im Verband der Auslandsgriechen SAE – World Council of Hellenes Abroad ist er Präsident der Region Schwarzes Meer. Savvidis gilt als Freund von Wladimir Putin.
Von 2002 bis 2005 war er Präsident des Fußballvereins FK Rostow, ebenso war er im FK SKA Rostow engagiert.
Savvidis engagiert sich intensiv im Fußball und ist Besitzer und Präsident von PAOK Thessaloniki. Als im März 2018 seiner Mannschaft ein Tor aufgrund einer Abseitsstellung aberkannt wurde, stürmte er mit einer Waffe am Holster auf das Spielfeld und bedrohte den Schiedsrichter. Die Staatsanwaltschaft der Hafenstadt Thessaloniki gab daraufhin einen Haftbefehl gegen ihn aus. Die griechische Meisterschaft wurde abgebrochen und erst nach drei Wochen wieder aufgenommen.

### Vermögen
Savvidis erwarb im Juni 2012 die Mehrheit des griechischen Fußballvereins PAOK Thessaloniki, kaufte unter anderem das Luxushotel Makedonia Pallas und das Rote Haus in Thessaloniki sowie Anteile am Hafen von Thessaloniki. Er kaufte 19 % des TV-Senders Mega und sein Unternehmen „Dimera“ erwarb im Jahr 2017 die Zeitungen der Gruppe Pigassos: Ethnos und Imerissia.
Nach einer gerichtlich angeordneten Strafzahlung von 19 Millionen Euro wegen Zigarettenschmuggels aus dem Jahr 2009 war die griechische Tabakfabrik SEKAP wirtschaftlich angeschlagen und Savvidis konnte sie günstig kaufen. Er beglich die Strafe jedoch nie, die sich schließlich auf 38 Millionen Euro aufsummiert hatte. Zum 1. Mai 2017 verabschiedete die griechische Regierungspartei Syriza jedoch ein Gesetz, nach dem Altbesitzer Strafen, einschließlich solcher Strafen, die wegen Schmuggels verhängt wurden, zu begleichen hätten und die neuen Besitzer von den Verbindlichkeiten befreit werden.